# 朱涂
朱涂（?—?），直隶大兴（今北京大兴）人，是一名清朝政治人物。
朱涂曾于1813年接替锺琦任苏松道道员一职，1813年由锺琦接任。